# Wioślarstwo na Letnich Igrzyskach Olimpijskich 1964
Wioślarstwo na Letnich Igrzyskach Olimpijskich 1964 w Tokio rozgrywane było w dniach 11–15 października na torze Toda Rowing Course. W zawodach wioślarskich wzięło udział 370 zawodników z 27 krajów. Startowali tylko mężczyźni. Rozegrano 7 konkurencji.

## Konkurencje
| Konkurencja           | Mężczyźni |
| --------------------- | --------- |
| jedynka               | M1x       |
| dwójka podwójna       | M2x       |
| dwójka bez sternika   | M2-       |
| czwórka bez sternika  | M4-       |
| dwójka ze sternikiem  | M2+       |
| czwórka ze sternikiem | M4+       |
| ósemka ze sternikiem  | M8+       |

## Medaliści
| Konkurencja           | Złoto | Srebro | Brąz |
| Jedynka               | ZSRR · Wiaczesław Iwanow | Niemcy · Achim Hill | Szwajcaria · Gottfried Kottmann |
| Dwójka podwójna       | ZSRR · Oleg Tiurin · Boris Dubrowski | Stany Zjednoczone · Seymour Cromwell · Jim Storm | Czechosłowacja · Vladimír Andrs · Pavel Hofmann |
| Dwójka bez sternika   | Kanada · George Hungerford · Roger Jackson | Holandia · Steven Blaisse · Ernst Veenemans | Niemcy · Michael Schwan · Wolfgang Hottenrott |
| Dwójka ze sternikiem  | Stany Zjednoczone · Ed Ferry · Conn Findlay · Kent Mitchell                                                                                                   | Francja · Jacques Morel · Georges Morel · Jean-Claude Darouy | Holandia · Herman Rouwé · Erik Hartsuiker · Jan-Just Bos                                                                                                  |
| Czwórka bez sternika  | Dania · John Ørsted Hansen · Erik Petersen · Kurt Helmudt · Bjørn Hasløv                                                                                      | Wielka Brytania · John Russell · Hugh Wardell-Yerburgh · William Barry · John James                                                                                            | Stany Zjednoczone · Geoffrey Picard · Richard Lyon · Ted Nash · Ted Mittet                                                                                |
| Czwórka ze sternikiem | Niemcy · Peter Neusel · Bernhard Britting · Joachim Werner · Egbert Hirschfelder · Jürgen Oelke                                                               | Włochy · Renato Bosatta · Emilio Trivini · Giuseppe Galante · Franco De Pedrina · Giovanni Spinola                                                                             | Holandia · Lex Mullink · Jan van de Graaff · Freek van de Graaff · Marius Klumperbeek · Bobbie van de Graaf                                               |
| Ósemka                | Stany Zjednoczone · Joseph Amlong · Thomas Amlong · Boyce Budd · Emory Clark · Stanley Cwiklinski · Hugh Foley · Bill Knecht · William Stowe · Róbert Zimonyi | Niemcy · Klaus Aeffke · Klaus Bittner · Karl-Heinrich von Groddeck · Hans-Jürgen Wallbrecht · Klaus Behrens · Jürgen Schröder · Jürgen Plagemann · Horst Meyer · Thomas Ahrens | Czechosłowacja · Petr Čermák · Jiří Lundák · Jan Mrvík · Július Toček · Josef Věntus · Luděk Pojezný · Bohumil Janoušek · Richard Nový · Miroslav Koníček |

## Kraje uczestniczące
W zawodach wzięło udział 370 wioślarzy z 27 krajów:
| - Argentyna (12) - Australia (26) - Austria (7) - Belgia (2) - Czechosłowacja (20) - Dania (14) - Finlandia (7) - Francja (23) - Holandia (17) - Japonia (26) - Jugosławia (11) | - Kanada (16) - Korea Południowa (9) - Kuba (10) - Meksyk (3) - Niemcy (26) - Norwegia (5) - Nowa Zelandia (15) - Polska (11) - Rumunia (7) - Stany Zjednoczone (27) - Szwajcaria (8) | - Urugwaj (2) - Wielka Brytania (8) - Włochy (18) - Zjednoczona Republika Arabska (17) - ZSRR (26) |

## Klasyfikacja medalowa
| Lp. | Państwo           |   |   |   | Razem |
| --- | ----------------- | - | - | - | ----- |
| 1.  | Stany Zjednoczone | 2 | 1 | 1 | 4     |
| 2.  | ZSRR              | 2 | – | – | 2     |
| 3.  | Niemcy            | 1 | 2 | 1 | 4     |
| 4.  | Kanada            | 1 | – | – | 1     |
|     | Dania             | 1 | – | – | 1     |
| 6.  | Holandia          | – | 1 | 2 | 3     |
| 7.  | Wielka Brytania   | – | 1 | – | 1     |
|     | Francja           | – | 1 | – | 1     |
|     | Włochy            | – | 1 | – | 1     |
| 10. | Czechosłowacja    | – | – | 2 | 2     |
| 11. | Szwajcaria        | – | – | – | 1     |